# Équitation aux Jeux asiatiques de 2006
Les compétitions de sports équestres aux Jeux asiatiques de 2006 se sont déroulées du 4 décembre 2006 au 14 décembre 2006, à Doha (Qatar). Quatre disciplines étaient au programme, les trois disciplines olympiques (dressage, saut d'obstacles et concours complet d'équitation), ainsi que l'endurance qui est aussi un sport équestre géré par la Fédération équestre internationale).

## Organisation
Les compétitions se sont déroulées sur différentes aires :
- Equestrian Dressage Arena pour le dressage,
- Sport City Temporary Venue pour le cross du concours complet d'équitation,
- Equestrian Jumping Arena pour le saut d'obstacles,
- Mesaieed Endurance Course pour l'endurance.

Chaque discipline a été disputée avec deux épreuves : une épreuve individuelle et une épreuve par équipe (en équitation toutes les épreuves sont mixtes).
Lors de l'épreuve de cross du concours complet, le 7 décembre, le cavalier sud-coréen Kim Hyung Chil a trouvé la mort, après que son cheval Bundaberk Black ait percuté un obstacle, le faisait chuter avant de le piétiner,.

## Tableau des médailles
| Équitation | Sports équestres aux Jeux asiatiques de 2006 | Sports équestres aux Jeux asiatiques de 2006 | Sports équestres aux Jeux asiatiques de 2006 | Sports équestres aux Jeux asiatiques de 2006 | Sports équestres aux Jeux asiatiques de 2006 |
| Position   | Pays                                         | Or                                           | Argent                                       | Bronze                                       | Total                                        |
| Position   | Pays                                         |                                              |                                              |                                              | Total                                        |
| 1          | Qatar                                        | 2                                            | 1                                            | 1                                            | 4                                            |
| 1          | Corée du Sud                                 | 2                                            | 1                                            | 1                                            | 4                                            |
| 3          | Émirats arabes unis                          | 2                                            | 0                                            | 2                                            | 4                                            |
| 4          | Japon                                        | 1                                            | 2                                            | 1                                            | 4                                            |
| 5          | Arabie saoudite                              | 1                                            | 0                                            | 0                                            | 1                                            |
| 6          | Bahreïn                                      | 0                                            | 2                                            | 0                                            | 2                                            |
| 7          | Malaisie                                     | 0                                            | 1                                            | 2                                            | 3                                            |
| 8          | Taipei chinois                               | 0                                            | 1                                            | 0                                            | 1                                            |
| 9          | Inde                                         | 0                                            | 0                                            | 1                                            | 1                                            |

## Disciplines olympiques

### Tableau des médailles
| Équitation | Équitation aux Jeux asiatiques de 2006 | Équitation aux Jeux asiatiques de 2006 | Équitation aux Jeux asiatiques de 2006 | Équitation aux Jeux asiatiques de 2006 | Équitation aux Jeux asiatiques de 2006 |
| Position   | Pays                                   | Or                                     | Argent                                 | Bronze                                 | Total                                  |
| Position   | Pays                                   |                                        |                                        |                                        | Total                                  |
| 1          | Corée du Sud                           | 2                                      | 1                                      | 1                                      | 4                                      |
| 2          | Qatar                                  | 2                                      | 1                                      | 0                                      | 3                                      |
| 3          | Japon                                  | 1                                      | 2                                      | 1                                      | 4                                      |
| 4          | Arabie saoudite                        | 1                                      | 0                                      | 0                                      | 0                                      |
| 5          | Malaisie                               | 0                                      | 1                                      | 2                                      | 3                                      |
| 6          | Taipei chinois                         | 0                                      | 1                                      | 0                                      | 1                                      |
| 7          | Inde                                   | 0                                      | 0                                      | 1                                      | 1                                      |
| 7          | Émirats arabes unis                    | 0                                      | 0                                      | 1                                      | 1                                      |

### Dressage individuel
| Médaille | Cavalier et cheval                      | Pays         | Score  |
| -------- | --------------------------------------- | ------------ | ------ |
|          | Choi Jun Sang et Dancing Boy II         | Corée du Sud | 68,602 |
| Argent   | Yukiko Noge et Lanchester Kouko         | Japon        | 67,115 |
| Bronze   | Mohd Qabil Mahamad Fathil et Charming 8 | Malaisie     | 67,041 |

### Dressage par équipes
| Médaille | Cavalier et cheval | Pays         | Score    |
| -------- | --- | ------------ | -------- |
|          | Choi Jun Sang et Dancing Boy II Kim Dong Seon et Pleasure 18 Shin Soo Jin et M. Donner Boy II Suh Jung Kyun et Caleostro                         | Corée du Sud | 65,777 % |
| Argent   | Lee Cheng Ni Diani et Antschar Mohd Qabil Mahamad Fathil et Charming 8 Quzandria Nur Mahamad Fathil et Havel Alia Soraya Putri et Chagall Junior | Malaisie     | 64,222 % |
| Bronze   | Yukiko Noge et Lanchester Kouko Kumiko Sakamoto et Rabano Asuka Sakurai et Watten Kieker Masanao Takahashi et Cleveland 2                        | Japon        | 64,185 % |

### Saut d'obstacles individuel
| Médaille | Cavalier et cheval                         | Pays           |
| -------- | ------------------------------------------ | -------------- |
|          | Ali Yousuf Ahmad Saad Al Rumaihi et Nagano | Qatar          |
| Argent   | Chen Shao Man Jasmine et Comodoro          | Taipei chinois |
| Bronze   | Joo Jung Hyun et Seven Up 15               | Corée du Sud   |

### Saut d'obstacles par équipes
| Médaille | Cavalier et cheval | Pays                |
| -------- | --- | ------------------- |
|          | Khaled Al Eid et Alriyadh H.R.H. Prince Abdullah Al Saud et Saudia Kamal Bahamdan et Campus 8 Abdullah Al Sharbatly et Hugo Gesmeray                                   | Arabie saoudite     |
| Argent   | Song Sang Wuk et Clinton H Hwang Soon Won et Jakomo 2 Park Jae-hong et Pinocchio Joo Jung Hyun et Seven Up 15                                                          | Corée du Sud        |
| Bronze   | H.E. Sheikha Latifa Al Maktoum et Kalaska de Semilly Abdullah Mohd Al Marri et Secret d'Amour Abdullah Humaid Al Muhairi et Quatro H Mohamad Al Kumaiti et Almutawakel | Émirats arabes unis |

### Concours complet individuel
| Médaille | Cavalier et cheval                               | Pays     |
| -------- | ------------------------------------------------ | -------- |
|          | Yoshiaki Oiwa et Khanjer Black                   | Japon    |
| Argent   | Abdulla Ali Abdulla Mohammed Al Ejail et Quinten | Qatar    |
| Bronze   | Husref Malek Jeremiah et Dashper                 | Malaisie |

### Concours complet par équipes
| Médaille | Cavalier et cheval | Pays  |
| -------- | --- | ----- |
|          | Abdulla Ali Abdulla Mohammed Al Ejail et Quinten Ali Mohammed Ali Al Jarboei Al Marri et Reality Z 18 Rashid Faraj Alathba Al Marri et Bonny C Awad Mohammed Al Mlahaf Al Qahtani et Langata Son | Qatar |
| Argent   | Ikko Murakami et Intoransit Shigeyuki Hosono et Ipeca Yoshiaki Oiwa et Khanjer Black Daisuke Kato et Homme du Gue                                                                                | Japon |
| Bronze   | Deep Kumar Ahlawat et Tipu Rajesh Pattu et Shehzada Bhagirath Singh et Guddu Palvinder Singh et Naksh                                                                                            | Inde  |

- Initialement, c'est l'équipe d'Indonésie qui avait remporté la médaille de bronze de l'épreuve de concours complet par équipes. À la suite d'une réclamation de l'équipe indienne, un des cavaliers indonésiens, Andry Prasetyono, a été disqualifié de l'épreuve car son cheval, Aswatama Sportzgirl,  portait des éperons non autorisés. L'équipe d'Inde récupère ainsi la médaille de bronze, l'équipe d'Indonésie terminant quatrième du concours complet par équipes.

## Endurance

### Tableau des médailles
|          | Endurance aux Jeux asiatiques de 2006 |    |        |        |       |
| Position | Pays                                  | Or | Argent | Bronze | Total |
| Position | Pays                                  |    |        |        | Total |
| 1        | Émirats arabes unis                   | 2  | 0      | 1      | 3     |
| 2        | Bahreïn                               | 0  | 2      | 0      | 2     |
| 3        | Qatar                                 | 0  | 0      | 1      | 1     |

### Individuel
| Médaille | Cavalier et cheval                                                 | Pays                |
| -------- | ------------------------------------------------------------------ | ------------------- |
|          | H.H. Sheikh Rashid Bin Mohammed Al Maktoum et Magic Glenn (Nashmi) | Émirats arabes unis |
| Argent   | Shk Nasser Bin Hamad Bin Isa Al Khalifa et Shar Rushkin            | Bahreïn             |
| Bronze   | Sultan Bin Sulayem et Iknour de la Bire                            | Émirats arabes unis |

### Par équipes
| Médaille | Cavalier et cheval | Pays                |
| -------- | --- | ------------------- |
|          | H.H. Sheikh Rashid Bin Mohammed Al Maktoum et Magic Glenn (Nashmi) H.H. Sheikh Hamdan Bin Mohammed Al Maktoum et Jasyk H.H. Sheikh Ahmed Bin Mohammed Al Maktoum et Kamel Armor H.H.Sheikh Majid Bin Mohammed Al Maktoum et Fulya / Muneef | Émirats arabes unis |
| Argent   | Shk Nasser Bin Hamad Bin Isa Al Khalifa et Shar Rushkin Shk Khalid Bin Hamad Bin Isa Al Khalifa et Henham Charlie Brown Shk Duaij Salman Mubarak Al Khalifa et Moolmanshoek Ahmed Hamad Saleh Al Rowaeiei et Lormar Lorraine               | Bahreïn             |
| Bronze   | Shk Mohamed Al Thani et Jamila du Cles Essa Al Mannai et Jibbah Goar Ali Yousuf Al Malki et Bashar Silver Shadow Fahad Mohammed Al Hajri et Tequila                                                                                        | Qatar               |

## Sources
1. ↑  « Autres sports - Une journée noire »(Archive.org • Wikiwix • Archive.is • Google • Que faire ?), sur L'Équipe
2. ↑  « Rider dies after horse falls on him during Asian Games 2006 », sur Youtube